# Mkwedu (Newala)
Mkwedu ist ein Verwaltungsbezirk (englisch Ward) des Distrikts Newala in der tansanischen Region Mtwara.

## Geografie
Mkwedu liegt im Südosten von Tansania etwa 20 Kilometer nordöstlich der Distrikthauptstadt Newala. Der Bezirk grenzt im Norden an Mdimba Mpelempele und Mtunguru, im Osten an Makukwe, im Südosten an Mahuta, im Süden an Mcholi II und Mahumbika und im Westen an Namiyonga und Mkulung'ulu. Bei der Volkszählung 2022 lebten 7332 Menschen in 2223 Haushalten auf einer Fläche von 46 Quadratkilometern.

## Gliederung
Der Bezirk besteht aus sieben Gemeinden (Mtaa) mit 23 Orten (Kitongoji):
| Tengulengu - Bara - Pwani - Mwenge - Azimio | Mkwedu - Nang'omba - Mgulani - Mkwedu - Majengo | Mnyambachi - Dodoma - Kikuyu - Mnyambachi | Matale - Makule - Chiuta | Luheya - Luheya - Rahaleo - Parisi | Machedi - Mtwara - Mtakuja - Mitema | Mkwedu II - Tandika - Ningojeni - Majengo - Pemba |

## Infrastruktur
- Bildung: Die Ushirika Secondary School ist eine staatliche weiterführende Schule mit einer Ausbildung bis zur 4. Stufe.[7]
- Gesundheit: Im Bezirk liegen ein staatliches Gesundheitszentrum[8] und eine öffentliche Apotheke.[9]